# Гепберн (Айова)
Гепберн (англ. Hepburn) — місто (англ. city) в США, в окрузі Пейдж штату Айова. Населення — 26 осіб (2020).

## Географія
Гепберн розташований за координатами 40°50′52″ пн. ш. 95°1′0″ зх. д. / 40.84778° пн. ш. 95.01667° зх. д. (40.847657, -95.016686).  За даними Бюро перепису населення США в 2010 році місто мало площу 0,20 км², уся площа — суходіл.

## Демографія
Згідно з переписом 2010 року, у місті мешкали 23 особи в 8 домогосподарствах у складі 7 родин. Густота населення становила 115 осіб/км².  Було 10 помешкань (50/км²).
Расовий склад населення:
| - 100,0 % — білих |

До двох чи більше рас належало 0,0 %. Частка іспаномовних становила 0,0 % від усіх жителів.
За віковим діапазоном населення розподілялося таким чином: 34,8 % — особи молодші 18 років, 52,2 % — особи у віці 18—64 років, 13,0 % — особи у віці 65 років та старші. Медіана віку мешканця становила 35,5 року. На 100 осіб жіночої статі у місті припадало 76,9 чоловіків;  на 100 жінок у віці від 18 років та старших — 114,3 чоловіків також старших 18 років.
За межею бідності перебувало 53,6 % осіб, у тому числі 68,8 % дітей у віці до 18 років та 0,0 % осіб у віці 65 років та старших.
Цивільне працевлаштоване населення становило 13 особи. Основні галузі зайнятості: виробництво — 53,8 %, публічна адміністрація — 23,1 %, освіта, охорона здоров'я та соціальна допомога — 15,4 %, роздрібна торгівля — 7,7 %.